# Mirocice
Mirocice – wieś w Polsce, położona w województwie świętokrzyskim, w powiecie kieleckim, w gminie Nowa Słupia. Leży przy DW751.
Były wsią benedyktynów świętokrzyskich w województwie sandomierskim w ostatniej ćwierci XVI wieku. W latach 1975–1998 miejscowość administracyjnie należała do województwa kieleckiego.

## Części wsi
| SIMC    | Nazwa      | Rodzaj    |
| ------- | ---------- | --------- |
| 0255480 | Bielów     | część wsi |
| 0255496 | Kępa       | część wsi |
| 0255504 | Trochowiny | część wsi |

## Historia
Na terenie Mirocic zlokalizowano  osadę kultury przeworskiej datowaną na młodszą fazę późnego okresu wpływów rzymskich (III - V wiek p.n.e.), powiązaną z okolicznymi stacjami dymarskimi. 
Wykopaliska archeologiczne :
Brązowa moneta Marka Aureliusza
Ponadto w Mirocicach zarejestrowano 76 stacji żużla, z czego zbadano 5 stacji hutniczych, w tym 4 uporządkowane i 1 nieuporządkowana.
Na stacji Mirocice 4 natrafiono na ułamki ceramiki okresu wpływów rzymskich.
Od 1351 r. Mirocice należały do klasztoru benedyktynów na Łysej Górze. W XV w. było tu 6 łanów kmiecych, dwóoh zagrodników i karczma. Folwark nie istniał, tak opisuje Mirocice Długosz w Liber Beneficiorum T.II s.490.
W wieku XIX Mirocice opisano jako wieś w powiecie opatowskim, gminie i parafii Słupia Nowa, odległe 30 wiorst od Opatowa,
Według spisu z  1827 roku wieś duchowna, 16 domów, 129 mieszkańców. 
W roku 1862 było we wsi 59 domów i 357 mieszkańców na 741 morgach ziemi włościańskiej. 1 morga należała do rządu.